# Drusus estrellensis
Drusus estrellensis är en nattsländeart som först beskrevs av Mclachlan 1884.  Drusus estrellensis ingår i släktet Drusus och familjen husmasknattsländor. Inga underarter finns listade i Catalogue of Life.